# Ngeri-Ngeri Sedap
Pour plus de détails, voir Fiche technique et Distribution.
Ngeri-Ngeri Sedap est une comédie dramatique indonésienne réalisée par Bene Dion Rajagukguk, sorti en 2022. Bien qu'il porte le même nom qu'un livre écrit par le réalisateur, le film n'en est pas une adaptation.

## Synopsis
Pak Domu et Mak Domu sont parents de quatre enfants : Sarma, Sahat, Domu, et Gabe. Sarma est restée vivre avec ses parents, alors que ses frères sont partis vivre dans d'autres villes pour diverses raisons : Domu souhaite épouser une soundanaise, ce que Pak Domu désapprouve car il craint qu'elle ne comprenne pas les traditions batak; Gabe est une star d'une émission de télévision humoristique alors que Pak Domu souhaitait voir son fils travailler dans le droit; et Sahat vit et s'occupe d'un homme nommé Pak Pomo après avoir obtenu son diplôme à l'Université et refuse de rentrer s'occuper de ses parents comment le veut la tradition. À l'approche d'une fête batak en l'honneur de leur grand-mère, les trois fils refusent de rentrer dans leur village d'origine. Pak Domu et Mak Domu décident alors de créer une fausse dispute laissant sous-entendre un probable divorce pour forcer leurs fils à rentrer temporairement à la maison. 
De retour dans leur village, les fils tentent de réconcilier leurs parents lors d'un dîner. Leur mission est un échec et ils décident d'emmener leurs parents faire un pique-nique à Bukit Holbung (id) pour leur parler séparément. Pak Domu leur demande de prendre sa défense car c'est lui qui subvient aux besoins de la famille. Mak Domu leur explique qu'elle est épuisée par l'attitude de son mari. La mère de Pak Domu révèle à ses petits-enfants qu'elle était au courant des disputes du couple et leur demande de rester jusqu'à la cérémonie pour apaiser les tensions.
La famille se rend à la fête et tout se passe comme prévu. Le lendemain, Mak Domu se sent fiévreuse et se repose dans sa chambre. Pak Domu en profite pour discuter avec ses fils et leur rappeler qu'il n'est pas d'accord avec les choix qu'ils font. Les trois fils sont agacés par la conversation et demandent à leur de respecteur leurs choix et de mettre fin à la dispute avec Mak Domu. Pak Domu s'énerve et une dispute éclate avec ses fils. Mak Domu les rejoint et révèle que le divorce était une ruse pour les faire revenir à la maison. Sarma fond en larmes et avoue avoir menti à ses frères à propos de la situation à cause de la pression que ses parents lui mettaient. Mak Domu ne supportant plus ce climat houleux déclare vouloir désormais un vrai divorce et part vivre chez sa mère en compagnie de Sarma. Domu et Gabe retournent dans leurs villes respectives et seul Sahat reste vivre avec son père après en avoir informé Pak Pomo.
Pak Domu cherche du réconfort auprès de sa mère et lui explique avoir hérité son tempérament paternel de son propre père. Sa mère lui explique que les relations familiales ont évoluées et qu'il devrait accepter les choix de ses enfants. Après avoir rendu visite à Mak Domu, il décide de partir à la rencontre de ses fils sur leurs lieux de résidence. Il se rend alors compte que la future femme de Domu est prête à comprendre les traditions batak, que le métier de Gabe le rend heureux et que Sahat est une personne très respectée dans le village où il réside. Pak Domu réussit à réunir à nouveau toute la famille pour présenter ses excuses à Mak Domu.
Le film se termine sur une citation batak : "Sititik ma sigompa, golang-golang pangarahutna. On ma na boi tarpatupa, sai godang ma pinasuna", ce qui signifie "Voilà ce que nous pouvons offrir, que cela apporte une grande bénédiction".

## Fiche technique
- Titre original : Ngeri-Ngeri Sedap
- Réalisation : Bene Dion Rajagukguk
- Scénario : Bene Dion Rajagukguk
- Décors : Ezra Tampubolon
- Costumes : Aldie Harra
- Photographie : Ezra Tampubolon
- Montage : Aline Jusria
- Musique : Vicky Sianipar
- Production : Alfian Hardiansyah, Taufik Kusnandar, Dipa Andika Nurprasetyo, Jimmy Saputro, Angga Dwimas Sasongko et Ricky Wijaya
- Sociétés de production : Imajinari et Kathanika Entertainment
- Société de distribution : Netflix
- Budget :
- Pays d'origine :  Indonésie
- Langue originale : Indonésien
- Format : couleur - 35 mm - 1.85:1 - son Dolby numérique
- Genre : comédie dramatique
- Durée : 114 minutes
- Dates de sortie :
  - Indonésie : 2 juin 2022

## Distribution
- Arswendy Beningswara : Pak Domu
- Tika Panggabean : Mak Domu
- Boris Bokir : Domu Purba
- Gita Bhebhita : Sarma E. Purba
- Lolox : Gabe Purba
- Indra Jegel : Sahat Purba
- Rita Matu Mona : Ompung Domu

## Production
Le projet voit le jour en 2014, lorsque le réalisateur Bene Dion Rajagukguk rencontre les acteurs Boris Bokir, Gita Bhebhita et Lolox sur le tournage de Comic 8: Casino Kings Part 1. 
Le tournage a débuté fin novembre 2021 et s'est achevé le 15 décembre 2021 au Lac Toba après avoir été repoussé à trois reprises à cause de la pandémie de COVID-19.

## Accueil
Le film sort en salles en Indonésie le 2 juin 2022. Il réunit 2 886 121 spectateurs après 64 jours de diffusion en salles, ce qui en fait le quatrième plus gros succès indonésien de l'année 2022. 
Netflix acquiert les droits de diffusion en Indonésie après l'arrêt de la diffusion en salles et le met à disposition sur sa plateforme à partir du 6 octobre 2022.
En septembre 2022, le comité de sélection indonésien pour l'oscar du meilleur film international a annoncé que Ngeri-Ngeri Sedap serait le film qui représentera l'Indonésie pour la 95e cérémonie des Oscars.

## Distinctions
| Cérémonie                        | Date             | Catégorie                   | Lauréat              | Résultat   | Ref.  |
| -------------------------------- | ---------------- | --------------------------- | -------------------- | ---------- | ----- |
| Festival du film indonésien 2022 | 22 novembre 2022 | Meilleur film               | Dipa Andika          | En attente | [ 9 ] |
| Festival du film indonésien 2022 | 22 novembre 2022 | Meilleure réalisation       | Bene Dion Rajagukguk | En attente | [ 9 ] |
| Festival du film indonésien 2022 | 22 novembre 2022 | Meilleure actrice           | Tika Panggabean      | En attente | [ 9 ] |
| Festival du film indonésien 2022 | 22 novembre 2022 | Meilleur scénario original  | Bene Dion Rajagukguk | En attente | [ 9 ] |
| Festival du film indonésien 2022 | 22 novembre 2022 | Meilleure musique originale | Viky Sianipar        | En attente | [ 9 ] |